# 杨欣 (刺史)
杨欣（3世纪—278年），天水郡人，曹魏、西晋官员。
杨欣在曹魏担任金城郡太守。263年，随鄧艾参与征伐蜀漢。南下甘松与姜維交战、攻取甘松立战功。鄧艾得蜀，因欣所领兵，以逼江由之势，得封者三十人。 西晋建立，杨欣于牵弘之后为凉州刺史。276年，燉煌郡令狐宏自立，杨欣击破斬令狐宏。278年，秃发树机能之党若罗拔能率鮮卑在武威郡交战，兵败而死。
小説《三國演義》第116回杨欣登場。参加征伐蜀汉。金城太守杨欣率领别军烧毁甘松蜀軍诸寨，姜維慌忙来救甘松，杨欣不敢交战，望山路而走。之後，在彊川杨欣遭遇姜維，只一合杨欣败走。姜維後追，不防落馬，杨欣回返馬首再刺姜維，姜維跃起身子，一枪刺去，正中杨欣马脑。杨欣落馬，魏兵前来将他救回。